# Microsoft Intelligent Application Gateway
 (septembre 2020).
Si vous disposez d'ouvrages ou d'articles de référence ou si vous connaissez des sites web de qualité traitant du thème abordé ici, merci de compléter l'article en donnant les références utiles à sa vérifiabilité et en les liant à la section « Notes et références ».
Microsoft Intelligent Application Gateway (IAG) est un réseau privé virtuel utilisant SSL et un  filtre de niveau application qui s'ajoute à ISA server. Cette technologie fut acquise par Microsoft lors de l'achat de Whale Communications en mai 2006.
Le produit IAG 2007 utilise une combinaison utilisant ISA 2006 pour fournir un filtrage de réseau périphérique et des filtres ASAPI pour IIS afin de fournir des fonctionnalités de niveau « proxy d'application » à des applications telles que Outlook Web Access et Lotus Notes.
IAG est particulièrement efficace en tant que portail pour des applications Web, telles que les messageries web et les intranets, mais il permet aussi un accès réseau VPN SSL complet utilisant soit ActiveX soit des composants Java. Ces composants font aussi la vérification de conformité des connexions avant d'accorder l'accès, en testant les attributs de l'ordinateur client tels que le nom du domaine, la date de mise à jour de l'antivirus ou les programmes actifs.
Actuellement, ce produit n'est vendu que sous forme de matériel intégré (Appliance) chez des fournisseurs tels que Network Engines,  Celestix et nAppliance.